# Trädgårdsholmen, Sibbo
Trädgårdsholmen är en ö i Finland. Den ligger i Finska viken och i kommunen Sibbo i den ekonomiska regionen  Helsingfors i landskapet Nyland, i den södra delen av landet. Ön ligger omkring 24 kilometer öster om Helsingfors.
Öns area är 0,6 hektar och dess största längd är 140 meter i öst-västlig riktning. Ön höjer sig omkring 10 meter över havsytan.